# Sd.Kfz.
Sd.Kfz.（德語全稱：Sonderkraftfahrzeug），在德語中是「特殊用途車輛」或「特殊軍用載具」的意思，在二戰期間曾被德軍用來命名軍械。比如說，虎式坦克的軍械庫存號為「Sd.Kfz. 181」。